# 中国古代四大美女
中國古代四大美女，一般稱指四大美人，泛指西施（春秋）、王昭君（西漢）、貂蟬（東漢）及楊玉环（楊贵妃，唐朝），享有「沉魚落雁之容，閉月羞花之貌」。
歷史上，“貂蟬”指的是董卓的婢女，《三國志·呂布傳》提及「卓常使布守中閣，布與卓侍婢私通，恐事發覺，心不自安」，但正史《三國志》、《後漢書》等書中並未記錄該婢女名字。後世一些書籍提到《汉书通志》記載了“刁蝉”，但該書早已亡佚，史實性已不可考。現大多認為“貂蟬”為後世文人給董卓婢女所起的名字，原先出現在說書話本的故事中，最後由《三國演義》作者羅貫中整理創作出一個完整的形象。

## 成語典故
「沉魚落雁，閉月羞花」這二組成語，正正描述古代四大美人。
四大美人分别對應「沉鱼」、「落雁」、「閉月」、「羞花」的典故。「沉魚」講的是西施浣紗時的故事；「落雁」指的就是昭君出塞的故事；「閉月」是述說貂蟬拜月的故事；「羞花」談的是楊貴妃觀花時的故事。
- 春秋時期，西施在越国浦阳江邊浣紗，水中的魚兒看到她的容顏，驚艷得一時忘記游水，沉入江底。

- 西漢王昭君出塞時，行於大漠途中，在馬上百無聊賴，同時悲懷於自身遠離家鄉的命運，彈起出塞曲。天邊飛過的大雁聽到幽怨的曲調，留意到彈琴人的美貌，紛紛掉落在地。

- 東漢末年，貂蝉在花園拜月，有雲彩遮住月光，被王允看到。此後王允對人們說貂蟬比月亮還美，連月亮都自愧弗如，不得不躲到雲彩後面。

- 唐朝天宝年间，杨贵妃在花園賞花，輕輕撫花時，花瓣竟縮成一團、花葉垂下，被宮女看到。此後大家稱讚楊貴妃比花兒還美，把花兒羞得低下了頭。

## 其他說法與爭議
因為貂蟬極有可能是後世文學作品中給董卓婢女所取的名字，不是本名，所以許多說法中，貂蟬都被取代。
有一種說法將她換成趙飛燕，稱四大美女為：西施、王昭君、趙飛燕、杨玉环（楊貴妃）。
四大美女还有一種“笑褒姒、病西施、狠妲己，醉杨妃”的说法，即：褒姒、西施、妲己、楊贵妃，这四妃都曾使帝王失國；另一說法則是“楊貴妃、鄭貴妃、董鄂妃，陳圓圓”，這四位美女都曾紊亂國家大政。
1909年在甘肃发现的南宋平阳木刻年画《隋朝窈窕呈倾国之芳容》，也称为《四美图》，该图从右往左，依次绘有绿珠、王昭君、赵飞燕、班婕妤四位古代美人。
明代诗人张元凯《伐檀斋集》中有《四美人咏》组诗，分别咏“明妃”（王昭君）、“飞燕”、“文君”、“绿珠”四位古代美人。
《红楼梦》第六十四回《幽淑女悲题五美吟，浪荡子情遗九龙佩》，林黛玉曾为西施、虞姬、明妃（王昭君）、绿珠、红拂五位古代美人各写下一首绝句，贾宝玉命名为《五美吟》。其中仅西施、王昭君两人为通行版“四大美女”中的人物。可见在曹雪芹生活的时代，通行版“四大美女”的说法并未占主导地位。